# إريك غوستاف بوستروم
إريك غوستاف بوستروم (بالسويدية: Erik Gustaf Boström) هو سياسي سويدي، ولد في 11 فبراير 1842 في ستوكهولم في السويد، وتوفي بنفس المكان في 21 فبراير 1907. حزبياً، نشط في Lantmanna Party ‏ وProtectionist Party (Sweden) ‏. وقد انتخب رئيس وزراء السويد (5 يوليو 1902 – 13 أبريل 1905) وانتخب رئيس وزراء السويد (10 يوليو 1891 – ) وانتخب عضو البرلمان السويدي ‏.